# 子どもの徳育に関する懇談会
子どもの徳育に関する懇談会（こどものとくいくにかんするこんだんかい）は、2008年8月7日に設置された文部科学省の研究会。
「子どもが健やかな心の発達を遂げ、我が国社会の形成者として健全な徳性を身につけることを社会総がかりで支援するため、子どもの発達の視点を踏まえつつ、子どもの徳育に関する課題について検討を行う」事を主題としている。

## 委員
- 安彦忠彦（早稲田大学教育学部教授）
- 天野秀昭（特定非営利活動法人日本冒険遊びづくり協会理事）
- 大野裕（慶應義塾大学保健管理センター教授）
- 押谷由夫（昭和女子大学教授）
- 加倉井隆（江東区深川一中校長）
- 隂山英男（立命館大学教育開発・支援センター教授　立命館小学校副校長）
- 河合優年（武庫川女子大学教授）
- 小泉英明（独立行政法人科学技術振興機構社会技術研究開発センター領域総括）
- 坂口一美（社団法人日本PTA全国協議会常務理事）
- 土井真一（京都大学大学院法学研究科教授）
- 鳥居泰彦（日本私立学校振興・共済事業団理事長）
- 馬場喜久雄（板橋区板八小学校長）
- 平野啓子（語り部・かたりすと、大阪芸術大学放送学科教授、武蔵野大学非常勤講師）
- 無藤隆（白梅学園大学教授）
- 森隆夫（お茶の水女子大学名誉教授）
- 森田洋司（大阪樟蔭女子大学学長）
- 柳田邦男（ノンフィクション作家）
- 山折哲雄（国際日本文化研究センター名誉教授）
- 山田昌弘（中央大学文学部教授）
- 鷲田清一（大阪大学総長）
- 渡辺久子（慶應義塾大学医学部小児科講師）